# European Financial Reporting Advisory Group
Die European Financial Reporting Advisory Group AISBL (EFRAG) ist ein im Jahr 2001 gegründeter, nicht-gewinnorientierter Verein belgischen Rechts mit Sitz in Brüssel. Primäres Ziel des Vereins ist es, die Europäische Kommission (EU-Kommission) bei dem Prozess der Übernahme der International Financial Reporting Standards (IFRS), englisch: Endorsement Process, zu unterstützen. Nach der EU-Verordnung Nr. 1606/2002 sind alle kapitalmarktorientierten Unternehmen in der Europäischen Union verpflichtet, ihren Konzernabschluss nach den IFRS aufzustellen, die von der EU-Kommission übernommen wurden. Die Verordnung sieht vor, dass die Kommission dabei von einem Gremium beraten werden soll. Durch Vertrag hat die Kommission mit der EFRAG vereinbart, dass die EFRAG die Rolle dieses Gremiums übernimmt. Neben der EFRAG berät das Accounting Regulatory Committee (ARC) die Kommission in Fragen der internationalen Rechnungslegung. Die EFRAG hat bei der ARC einen offiziellen Beobachterstatus. 

## Organisation
EFRAG wird durch ihre Mitglieder und die Europäische Union finanziert. Mitwirkende Personen in den verschiedenen EFRAG-Gremien wie dem EFRAG Board, der EFRAG Technical Expert Group (TEG) sowie ihren Arbeitsgruppen und Beratungsausschüssen stellen ihre Arbeitszeit ehrenamtlich zur Verfügung. Mitgliedsorganisationen sind für die Organisationsführung verantwortlich.
EFRAG’s 17 Mitglieder unterstützen den Gemeinwohlauftrag des Vereins und tragen zu seiner Umsetzung bei:
Europäische Dachverbände:
- Businesseurope;
- European Association of Co-operative Banks (EACB);
- European Banking Federation (EBF);
- European Federation of Accountants and Auditors for SMEs (EFAA);
- European Federation of Financial Analysts Societies (EFFAS);
- European Savings and Retail Banking Group (ESBG), und
- Insurance Europe.

Nationale Mitgliedsorganisationen:
- Autorité des Normes Comptables (ANC), Frankreich;
- Deutsches Rechnungslegungs Standards Committee (DRSC), Deutschland;
- Instituto de Contabilidad y Auditoria de Cuentas (ICAS), Spanien;
- Organismo Italiano di Contabilità (OIC), Italien;
- Commission des Normes Comptables (CNC), Luxemburg;
- Raad voor de Jaarverslaggeving (RJ), Niederlande;
- Föreningen för god sed på värdepappersmarknaden, Schweden; und
- Financial Reporting Council (FRC), Großbritannien.

Die Organe des Vereins sind:
- die Mitgliederversammlung, die den Aufsichtsrat wählt;

- der Aufsichtsrat („EFRAG General Assembly“), der den Vorstand, ernennt, überwacht und entlässt; und

- der Vorstand („CEO“) (seit 2016 Andrew Watchman).

Die Gremien des Vereins, sind: 
- das EFRAG Board, das vom Aufsichtsrat ernannt und überwacht wird; und

- die EFRAG Technical Expert Group (TEG), die im Wesentlichen die fachlichen Aktivitäten des Vereins durchführt.

## Finanzierung
Die Tätigkeiten des Vereins werden durch ihre Mitglieder und die Europäische Kommission finanziert. Somit erfolgt die Finanzierung sowohl durch den öffentlichen als auch den privaten Sektor.
Die Förderung durch die EU-Kommission wird durch jährliche Grant Agreements genehmigt. Förderung durch die Mitgliedsstaaten erfolgt durch finanzielle Beiträge und Sachleistungen wie unentgeltliche, aktive Mitgliedschaft in verschiedenen Gremien wie EFRAG Boards, EFRAG TEG sowie ihre Arbeitsgruppen und Beratungsausschüssen. Sowohl der Vorsitzende des EFRAG Board als auch der Vorsitzende der EFRAG TEG und CEO sind Mitarbeiter von EFRAG, die für ihre Einbringung in die Organisation entlohnt werden. 

## Nachhaltigkeitsberichterstattung
Im Rahmen der Reform der Nachhaltigkeitsberichtserstattung von Unternehmen der Europäischen Union wurde die EFRAG von der Europäischen Kommission mit der Erarbeitung von Entwürfen für European Sustainability Reporting Standards (ESRS) beauftragt. Ende April 2022 wurden erste Entwürfe im Rahmen einer bis Anfang August des Jahres laufenden Konsultation veröffentlicht. Aufgrund der Rückmeldungen wurden diese signifikant überarbeitet, die Ende November 2022 neu veröffentlichten Entwürfe reduzieren insbesondere die vorgesehenen Offenlegungspflichten und Datenpunkte gegenüber der Vorversion deutlich.